# متلازمة الوريد الأجوف السفلي
متلازمة الوريد الاجوف السفلي (بالإنجليزية: Inferior vena cava syndrome)‏, تختصر ب (IVCS). تنتج هذه المتلازمة بسبب انسداد في الوريد الاجوف السفلي. وتعد متلازمة الوريد الاجوف السفلي اقل شيوعا من انسداد الوريد الاجوف العلوي ولكن في الأغلب يكون تشخيصها أكثر صعوبة.

## الأسباب
السبب الرئيسي يكون الخثار بسبب جلطة دموية في داخل وعاء دموي. وفي حالات أخرى، يتكون الخثار في الوريد الاجوف السفلي نتيجة أحد عوامل الخطر للخثار، مثل ما بعد عملية جراحية، فشل القلب الاحتقاني وفي حالات قليلية يكون السبب هو ضغط خارجي على الوريد من اورام في البطن. ضغط على عقد لمفاوية متضخمة أو بصورة اقل انتشارا، ضغط نتيجة تضخم أم الدم في الشريان الابهر، أو بسبب الإصابة بالسرطان مثل سرطان الكلية.
أو يكون السبب هو الإصابة بمتلازمة بود كياري.

## الأعراض
المرضى المصابون بمتلازمة الوريد الاجوف السفلي بسبب الخثار يمكن ان يعيشوا سنوات طويلة بعد الإصابة. في حالات معينة، قد تكون ثمة فائدة في استقناء (Canalization) الخثار وانشاء شبكة وريدية جانبية، بحيث من شانهما تخفيف حدة الوذمة في الرجلين. ومن الأعراض المعروفة:
1-وذمة في الأطراف السفلية (وذمة محيطية)، والناجمة عن زيادة في ضغط الدم في الأوردة.
2-اضطراب انتظام دقات القلب.
3-نقص الأكسجة عند الجنين في النساء الحوامل، والذي يحدث هذا بسبب انخفاض التروية الرحم، مما أدى إلى نقص الأكسجة الجنين.
4-متلازمة الاستلقاء الخافض للضغط (Aortocaval compression syndrome)